# Piedone, a zsaru
A Piedone, a zsaru (eredeti cím: Piedone lo sbirro) 1973-ban bemutatott olasz–német bűnügyi filmvígjáték, a Piedone-tetralógia első része.
A film rendezője Steno, producere Sergio Bonotti. A forgatókönyvet Lucio De Caro írta, a zenéjét Guido és Maurizio de Angelis szerezte. A címszereplő nápolyi nyomozót Bud Spencer alakítja. A mozifilm a Soundcard gyártásában készült, a Titanus forgalmazásában jelent meg.
Olaszországban 1973. október 23-án mutatták be a mozikban. Magyarországon viszonylag kevés késéssel bemutatták, a mozikban feliratos változatban vetítették. Az első magyar szinkront 1979. december 25-én az MTV1-en, a második magyar szinkront 1999. április 25-én a TV2-n vetítették le a televízióban. Az első szinkron változatot Bud Spencer halála után egyre több TV csatorna tűzte műsorra (először a TV2 Csoport), majd ezután az RTL Magyarország csatornái is. Az RTL+-on volt utoljára hallható a Kránitz-szinkron, de azóta az AMC-n hallhatjuk viszont a Kránitz verziót.

## Cselekmény
Piedone felügyelő (Bud Spencer) a nápolyi rendőrség kikötői körzetének felügyelője, aki sajátos módszereivel küzd a bűnözők ellen. Fegyver helyett az öklével és óriási testi erejével, ám zöldfülű, újdonsült főnöke nem ért egyet a felügyelő módszereivel. Nápolyt elárasztja a kábítószer, az ellenséges bandák egymásnak esnek, és Piedonét is felfüggesztik rendőri állásából. De ez nem akadályozza meg abban, hogy szembeszálljon a kábítószert terjesztő bűnözőkkel, köztük a Báróval és a Csonkakezűvel...

## Szereplők
| Szereplő                                      | Színész               | Magyar hang                     | Magyar hang                    |
| Szereplő                                      | Színész               | 1. magyar szinkron (MTV1, 1979) | 2. magyar szinkron (TV2, 1999) |
| --------------------------------------------- | --------------------- | ------------------------------- | ------------------------------ |
| Rizzo felügyelő / „Piedone”                   | Bud Spencer           | Bujtor István                   | Kránitz Lajos                  |
| Púpos Peppino                                 | Salvatore Morra       | Bujtor István                   | Vizy György                    |
| Caputo brigadéros (a 2. szinkronban őrmester) | Enzo Cannavale        | Verebély Iván                   | Forgács Gábor                  |
| Dr. Tabassi, a rendőrfőnök                    | Adalberto Maria Merli | Ujréti László                   | Kautzky Armand                 |
| Csonkakezű                                    | Mario Pilar           | Gruber Hugó                     | Rosta Sándor                   |
| Ferdinando, a Báró                            | Angelo Infanti        | Vogt Károly                     | Csankó Zoltán                  |
| Jho, az amerikai katona                       | Jho Jenkins           | Kránitz Lajos                   | Bede-Fazekas Szabolcs          |
| Maria                                         | Juliette Mayniel      | Czigány Judit                   | Náray Erika                    |
| Dr. Deribbis, az ügyvéd                       | Raymond Pellegrin     | Verebes Károly                  | Szersén Gyula                  |
| Gennarino                                     | Enzo Maggio           | Gyenge Árpád                    | Pálfai Péter                   |
| Salvatore                                     | N/A                   | Perlusz Péter                   | Szalay Csongor                 |
| Assuntina                                     | Ester Carloni         | Pogány Margit                   | Bessenyei Emma                 |
| Carmela                                       | Liliana Pavlo         | Venczel Vera                    | Liptai Claudia                 |
| Piedone leköszönő főnöke                      | Franco Angrisano      | Miklósy György                  | Versényi László                |
| Jho parancsnoka                               | Vittorio Duse         | Miklósy György                  | Beratin Gábor                  |
| Lokáltulajdonos                               | Dante Cleri           | Miklósy György                  | Beratin Gábor                  |
| Első árus                                     | Gennaro Cuomo         | Láng József                     | Beratin Gábor                  |
| Ősz hotelportás                               | N/A                   | Füzessy Ottó                    | Beratin Gábor                  |
| Szakállas matróz                              | Osiride Pevarello     | Horváth Gyula                   | Beratin Gábor                  |
| Első csendőr, aki Gennarino-t keres           | Cyrus Elias           | Szokolay Ottó                   | Beratin Gábor                  |
| Vendéglős                                     | Lino Murolo           | Horkai János                    | Lázár Sándor                   |
| Salvatore tanára                              | Aldo Rendine          | Bálint György                   | Lázár Sándor                   |
| Giovanni, a Báró embere                       | Omero Capanna         | Felföldi László                 | Lázár Sándor                   |
| Helyszínelő rendőr                            | N/A                   | Koroknay Géza                   | Lázár Sándor                   |
| Marseille-iek képviselője                     | N/A                   | Perlaki István                  | Lázár Sándor                   |
| Rendőrfőnök segédje                           | N/A                   | Perlaki István                  | Breyer Zoltán                  |
| Szabó                                         | Giacomo Rizzo         | Fillár István                   | Breyer Zoltán                  |
| Rendőr a kapitányságon                        | N/A                   | N/A                             | Breyer Zoltán                  |
| Tom Ferramenti                                | Dominic Barto         | Pathó István                    | Kőszegi Ákos                   |
| Tom Ferramenti barátja                        | Emilio Messina        | Farkas Antal                    | Szűcs Sándor                   |
| Első maffiafőnök                              | N/A                   | Szabó Ottó                      | Beratin Gábor                  |
| Érmeköszörűs                                  | N/A                   | Szabó Ottó                      | Kiss Gábor                     |
| Homoszexuális autós                           | Luciano Tacconi       | Makay Sándor                    | Kapácsy Miklós                 |
| Második árus                                  | N/A                   | Makay Sándor                    | Dimulász Miklós                |
| Szemüveges hotelportás                        | N/A                   | N/A                             | Dimulász Miklós                |
| Második maffiafőnök                           | Nino Vingelli         | Horváth Pál                     | Dimulász Miklós                |
| Kikötői alkalmazott                           | N/A                   | Láng József                     | Dimulász Miklós                |
| Rendőrparancsnok                              | N/A                   | Láng József                     | Rudas István                   |
| Pincérfiú                                     | N/A                   | N/A                             | Rudas István                   |
| Jho nagydarab társa                           | Claudio Ruffini       | (eredeti nyelven)               | (eredeti nyelven)              |
| Jho kicsi társa                               | Roberto Dell’Acqua    | (eredeti nyelven)               | (eredeti nyelven)              |
| Motoros kábítószerárus                        | Marcello Verziera     | (eredeti nyelven)               | (eredeti nyelven)              |

## Televíziós megjelenések
- 1. magyar szinkron: MTV-1 / TV-1, Mozi+, TV2 (4. logó), Super TV2, PRIME, Moziverzum, Film+ (később), RTL Klub (később) / RTL, RTL+ (később) / RTL Három, Duna
- 2. magyar szinkron: TV2 (1. logó), RTL Klub (korábban), Film+ (korábban), Film+ 2, Prizma TV / RTL+, AMC